# Gianluca Bortolami
Gianluca Bortolami (ur. 28 sierpnia 1968 w Locate di Triulzi) – włoski kolarz szosowy i torowy, zdobywca Pucharu Świata.

## Kariera
Pierwsze sukcesy sukces w karierze Gianluca Bortolami osiągnął w 1986 roku, kiedy zdobył dwa medale a torowych mistrzostwach świata juniorów: srebrny w indywidualnym wyścigu na dochodzenie oraz brązowy w drużynie. W 1994 roku wygrał między innymi brytyjski Leeds International Classic, Mistrzostwa Zurychu, Gran Premio Città di Camaiore i Giro del Veneto. Dwa z tych wyścigów były częścią Pucharu Świata w kolarstwie szosowym w sezonie 1994, w którego klasyfikacji generalnej Bortolami zwyciężył. Pozostałe miejsca na podium zajęli Belg Johan Museeuw oraz reprezentując Ukrainę Andrei Tchmil. Ponadto w 1997 roku wygrał włoski wyścig Coppa Bernocchi i Giro del Piemonte, w 2001 roku belgijski Ronde van Vlaanderen i niemiecki Tour de Bochum, w 2002 roku francuski Grand Prix de Fourmies, a w latach 2002 i 2004 zwyciężał w Giro di Romagna. Nigdy nie zdobył medalu szosowych mistrzostw świata, najlepszy wynik uzyskując w 1989 roku, kiedy był piąty w wyścigu ze startu wspólnego amatorów podczas MŚ w Chambéry. W 1994 roku był trzynasty w Tour de France (wygrał jeden etap), a w 1991 roku był szesnasty w Giro d’Italia. W Vuelta a España wystartował tylko raz - w 1996 roku, jednak nie ukończył rywalizacji. Startował także w wyścigu ze startu wspólnego na igrzyskach olimpijskich w Seulu zajmując 40. pozycję. W 2005 roku zakończył karierę.